# Яранская епархия
Яра́нская епархия — епархия Русской православной церкви, объединяющая приходы и монастыри в западной части Кировской области (в границах Арбажского, Даровского, Кикнурского, Котельничского, Лузского, Мурашинского, Опаринского, Пижанского, Подосиновского, Санчурского, Свечинского, Тужинского, Шабалинского и Яранского районов, а также города Котельнич). Входит в состав Вятской митрополии.
Управляющим епархией с 4 декабря 2012 года является епископ Яранский и Лузский Паисий (Кузнецов).
Кафедральный храм — Успенский собор в Яранске.
В епархии насчитывается: 2 монастыря и 67 приходов; 46 священнослужителей; 85 храмов.

## История
Яранское викариатство Вятской епархии было создано в 1920 году. Названо по городу Яранску Вятской губернии. После 1937 года не замещалось.
4 октября 2012 года решением Священного Синода Русской православной церкви была образована самостоятельная Яранская епархия, территория которой была выделена из части Вятской епархии. Тогда же епархия включена в состав новообразованной Вятской митрополии.

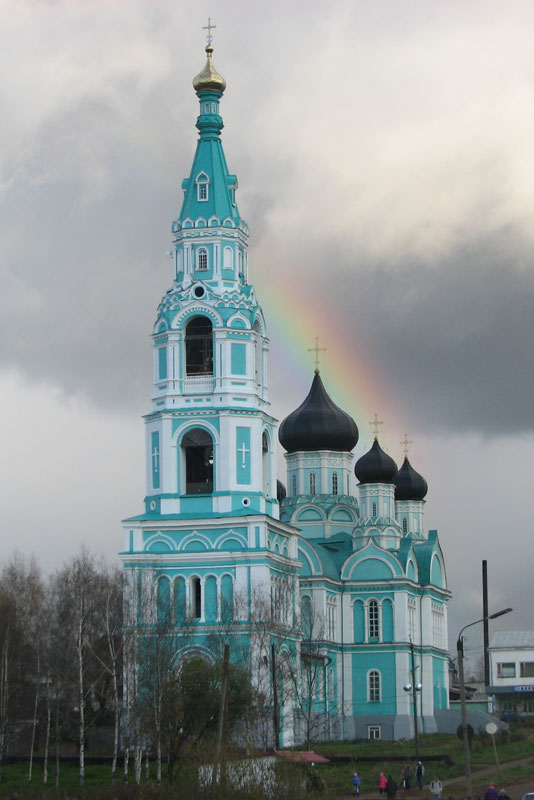
Троицкий собор с колокольней (одно из последних сохранившихся творений архитектора Константина Тона)

## Епископы
Яранское викариатство Вятской (Кировской) епархии
- Евсевий (Рождественский) (15 марта — 19 октября 1920)
- Иоанникий (Дьячков) (1921)
- Сергий (Корнеев) (25 декабря 1921 — апрель 1923)
- Нектарий (Трезвинский) (декабрь 1924 — 4 марта 1928)
- Серафим (Трофимов) (26 марта 1929 — 9 марта 1932)
- Ефрем (Ефремов) (7 апреля 1932 — июль 1934)
- Димитрий (Поспелов) (27 июня 1934 — 20 февраля 1936)
- Вячеслав (Шкурко) (16 апреля 1936 — 17 декабря 1937)

Яранская епархия
- Паисий (Кузнецов) (с 6 декабря 2012)

## Благочиния и благочинные
По состоянию на октябрь 2022 года:
- Северное благочиние — архимандрит Владимир (Дяченко)
- Центральное благочиние — иерей Павел Ларионов
- Южное благочиние — иеромонах Давид (Сивер)

## Монастыри
- Женский монастырь иконы Божией Матери «Владимирская» в посёлке Пиксур Даровского района. Учреждён в 1994 году[2][3] в честь Владимирской иконы Божией Матери. Настоятельницей монастыря является игумения Варвара (Скворцова)[2][3]. В настоящее время в нём подвизаются пять монахинь, три инокини и девять послушниц. Духовником обители является архимандрит Серафим (Левитских)[2][3]. От епархиального центра до монастыря — более 250 км.

- Женский Никольский монастырь в селе Николаевском Шабалинского района, на границе с Костромской областью. Настоятельницей обители является игумения Василисса (Андреева). Кроме неё, в монастыре подвизаются две монахини, шесть инокинь, восемь послушниц. Богослужения совершаются в Никольском храме. Монастырь имеет также обширное подсобное хозяйство, которое обрабатывается трудами насельниц. В монастыре всегда есть и паломники, и трудники.

- Женский Благовещенский монастырь в городе Яранске.

## Храмы

### Южное благочиние
(в алфавитном порядке населённых пунктов)

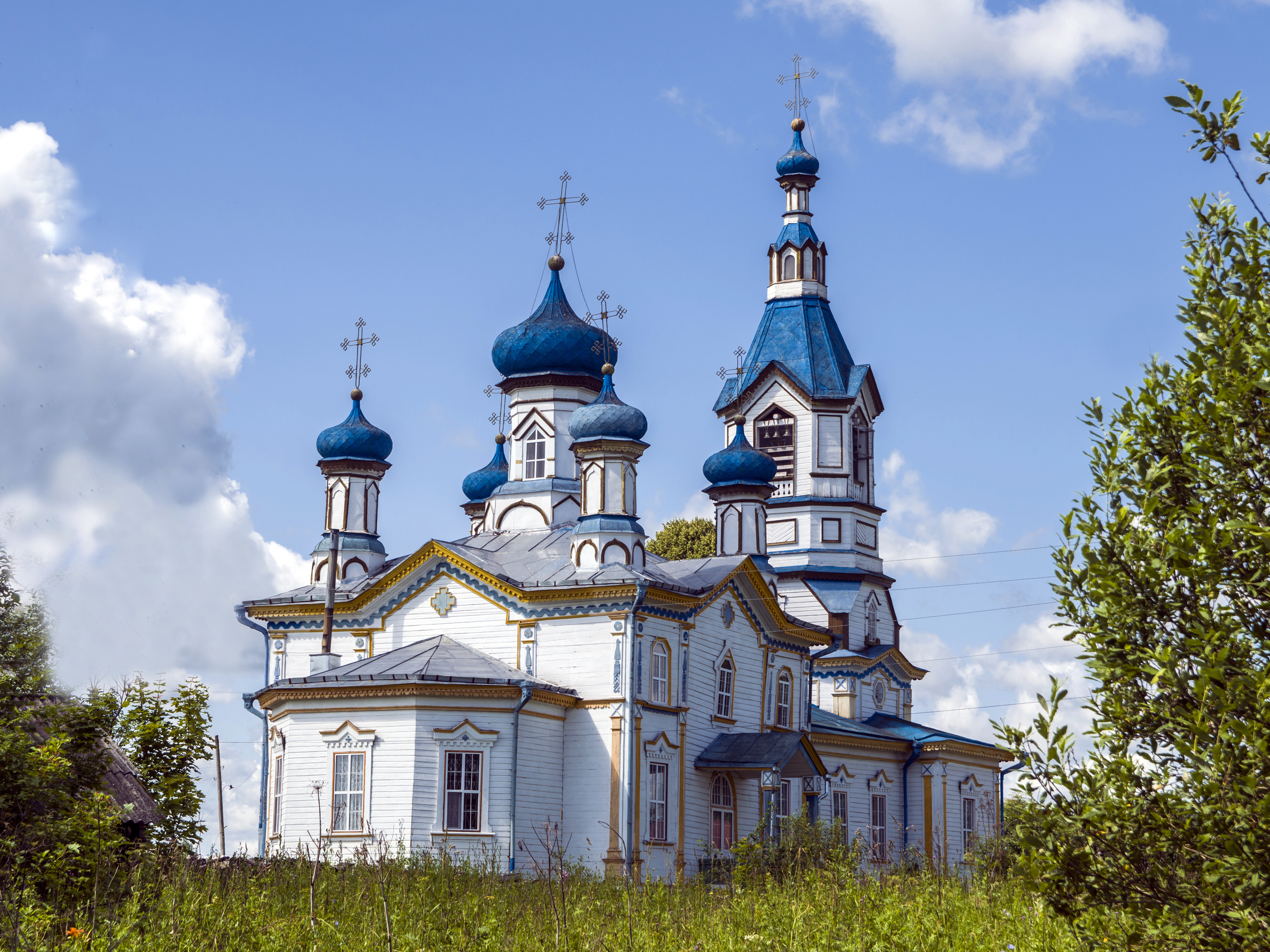
Никольская церковь в Беляеве

- Храм Сретения Господня; посёлок Арбаж
- Храм Николая Чудотворца; село Беляево Кикнурского района
- Храм Николая Чудотворца; село Воя Пижанского района
- Храм Преображения Господня; село Городище Санчурского района
- Храм иконы Божией Матери «Знамение»; Знаменка Яранского района

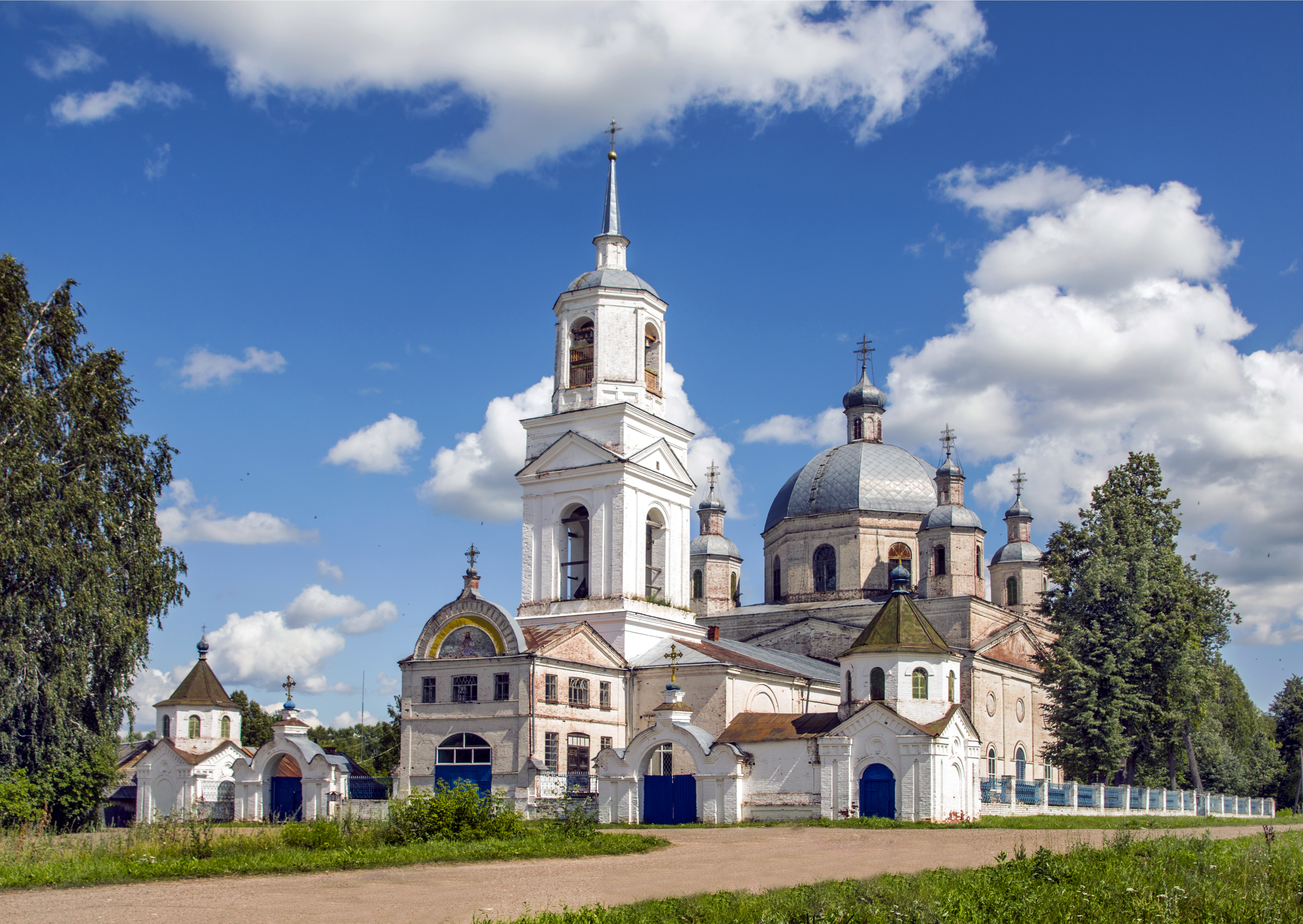
Троицкая церковь в селе Русские Краи

- Храм Спаса Нерукотворного; село Иж Пижанского района
- Храм Трёх Святителей; село Казаково Пижанского района

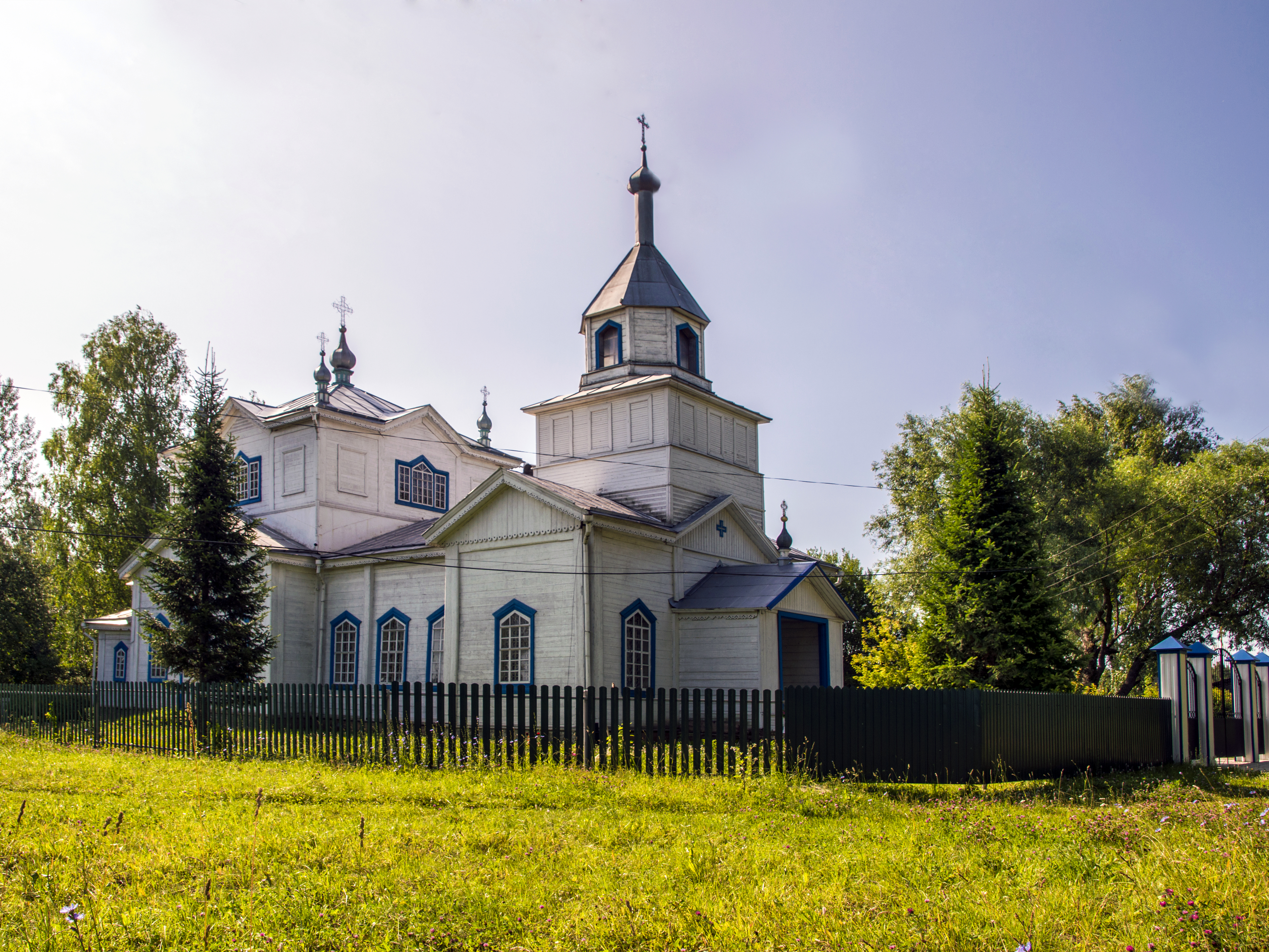
Крестовоздвиженская церковь в Потняке

- Храм Космы и Дамиана; село Каракша Яранского района
- Храм Благовещения Пресвятой Богородицы; посёлок Кикнур
- Храм Троицы Живоначальной; село Кокшага Кикнурского района
- Храм Живоначальной Троицы; село Корляки Санчурского района
- Храм Живоначальной Троицы; село Кугалки Яранского района
- Храм Флора и Лавра; Кугалки
- Храм Казанской иконы Божией Матери; село Кугушерга Яранского района
- Храм Покрова Пресвятой Богородицы; село Лом Яранского района
- Храм Рождества Иоанна Предтечи; село Лум Яранского района

- Храм Спаса Нерукотворного; село Матвинур Санчурского района
- Храм Смоленской иконы Божией Матери; село Мусерье Санчурского района
- Храм Казанской иконы Божией Матери; село Никулята Яранского района
- Храм Матфея Яранского; Опытное Поле Яранского района
- Храм Николая Чудотворца; село Павлово Пижанского района
- Храм Рождества Христова; посёлок Пижанка
- Храм Покрова Пресвятой Богородицы; село Падерино Кикнурского района
- Храм Воздвижение Креста Господня; село Потняк Кикнурского района

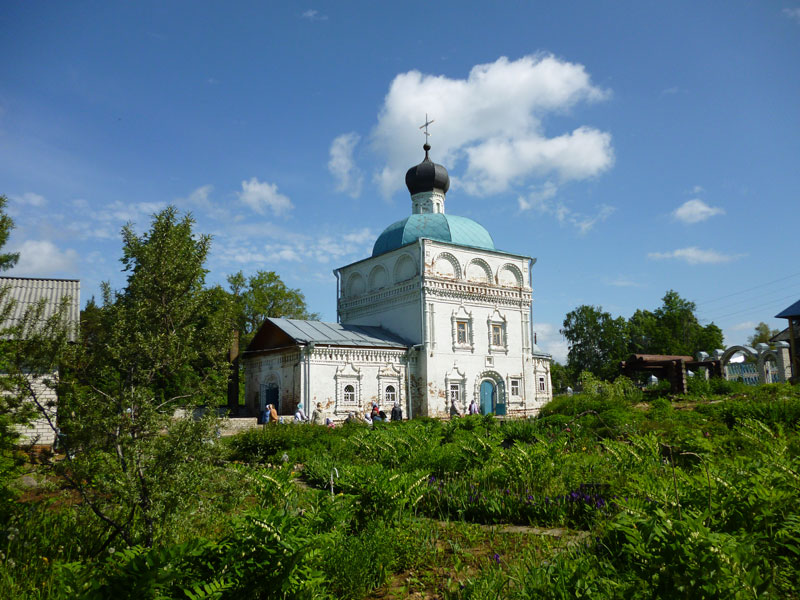
Благовещенская церковь в Яранске. Самая старая каменная церковь на Вятской земле

- Храм Рождества Пресвятой Богородицы; село Рождественское Яранского района
- Храм Живоначальной Троицы; село Русские Краи Кикнурского района
- Храм в честь Живоначальной Троицы; село Салобеляк
- Храм Тихвинской иконы Божией Матери; посёлок Санчурск
- Храм Вознесения Господня; село Сметанино Санчурского района
- Храм Живоначальной Троицы; село Сорвижи Арбажского района
- Храм Воскресения Христова; посёлок Тужа
- Храм Петра и Павла; село Улеш Кикнурского района
- Храм Михаила Архангела; село Уртма Яранского района
- Храм Владимирской иконы Божией Матери; село Шапта Кикнурского района
- Успенский кафедральный собор; город Яранск
- Троицкий собор; Яранск
- Храм Благовещения Пресвятой Богородицы; Яранск
- Домовый храм в честь Собора Вятских святых; Яранск

### Северное благочиние

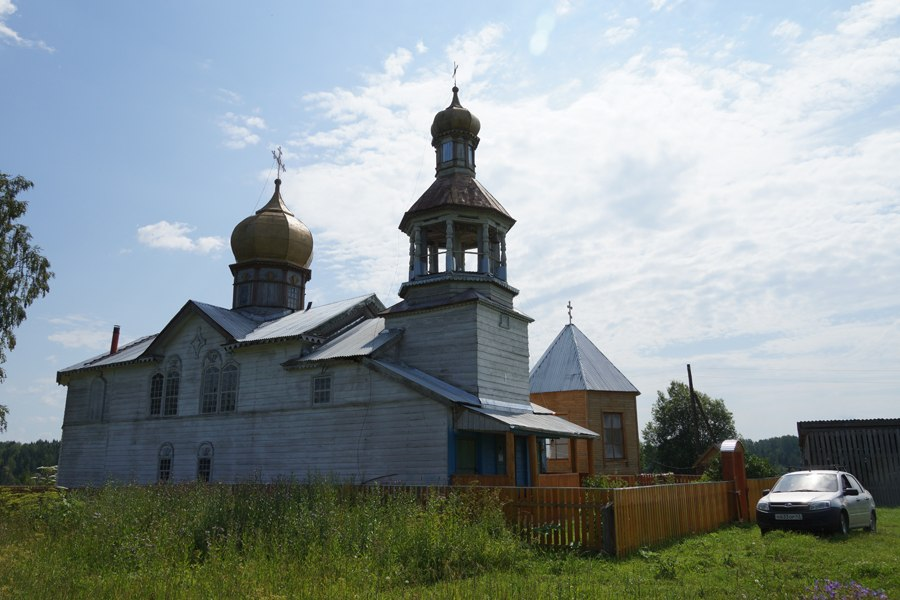
Церковь Николая Чудотворца в Алешеве

- Храм Николая Чудотворца; село Алешево Лузского района
- Храм Сергия Радонежского; посёлок Безбожник Мурашинского района
- Храм Сергия Радонежского; посёлок Демьяново Подосиновского района
- Храм Благовещения Пресвятой Богородицы; деревня Егошинская Лузского района
- Храм Благовещения Пресвятой Богородицы; посёлок Лальск Лузского района
- Храм великомученика Пантелеимона; город Мураши
- Храм Введения во Храм Пресвятой Богородицы; деревня Озеро Лузского района
- Храм Александра Невского; посёлок Опарино
- Храм Живоначальной Троицы; посёлок Пинюг Подосиновского района
- Храм Рождества Пресвятой Богородицы; посёлок Подосиновец
- Храм Луки Крымского; посёлок Таврический Лузского района

### Центральное благочиние

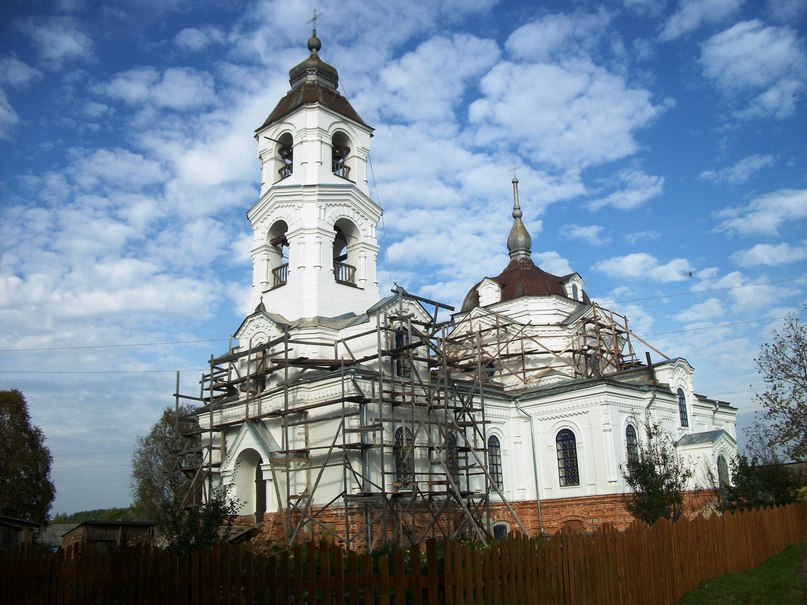
Храм Иоанна Богослова в Высокораменском

- Храм Рождества Пресвятой Богородицы; село Боровка Котельничского района
- Храм Тихвинской иконы Божией Матери; село Вишкиль Котельничского района
- Храм Иоанна Богослова; село Высокораменское Шабалинского района
- Храм Живоначальной Троицы; посёлок Даровской

- Никольский собор; город Котельнич

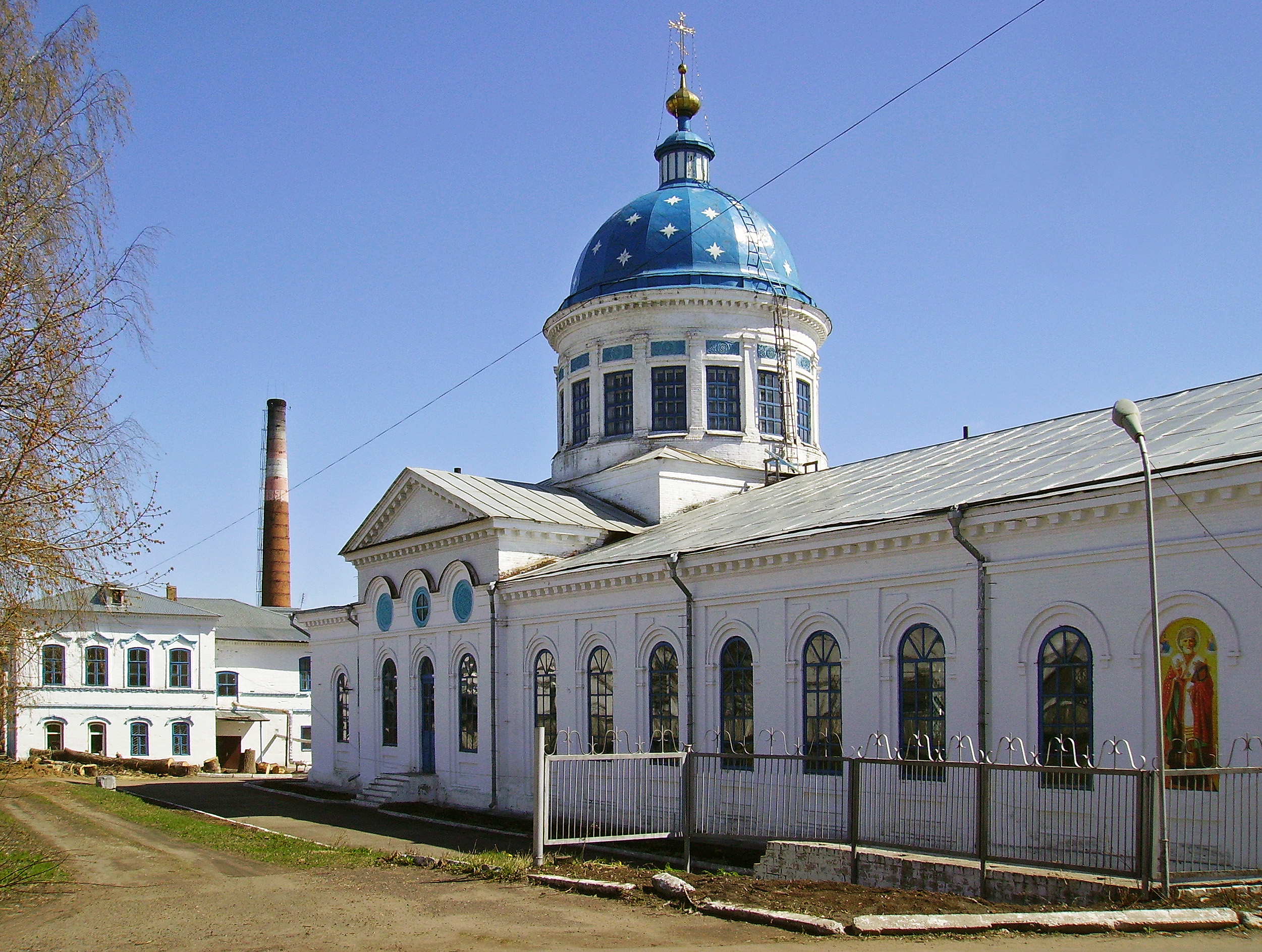
Никольский собор в Котельниче

- Храм Смоленской иконы Божией Матери; село Красногорье Котельнического района
- Храм Рождества Пресвятой Богородицы; посёлок Ленинское Шабалинского района
- Храм Живоначальной Троицы; село Новотроицкое Шабалинского района
- Храм Николая Чудотворца; посёлок Свеча
- Храм Иоанна Предтечи; село Чистополье Котельничского района
- Храм Илии Пророка; село Юрьево Котельнического района

## СМИ
- «Просвет» — газета Яранской епархии